# Amar Muhsin
Amar Muhsin, född 27 december 1997 i Göteborg, är en svensk-irakisk fotbollsspelare som spelar för IK Brage. Han spelar främst som anfallare.

## Klubbkarriär

### Tidiga år
Amar Muhsin är född och uppvuxen i Göteborg. Han började spela fotboll i Bergsjö IF som liten pojke. Under sin uppväxt spelade han parallellt också handboll innan han började satsa på fotbollen fullt ut. År 2013 flyttade han till FC Bosona i division 5. Där fick han erfarenhet av A-lagsfotboll redan som 15-åring. 
År 2015 flyttade han till Utsiktens BK och spelade där i deras U-21 lag. Efter två framgångsrika år med både många mål och en medalj i Gothia Cup, fick han inte chansen i A-laget.

### Seniorkarriär
Säsongen 2017 blev istället en nystart för Muhsin då han gick till division 3-klubben Gunnilse IS. Första säsongen var han en av lagets yngsta spelare och fick endast några få inhopp. Det var under andra säsongen, 2018, som det lossnade rejält för honom och han fick visa vad han gick för. Det blev totalt 22 mål på 19 matcher.

### Utsiktens BK
Inför säsongen 2019 valde han att återvända till Utsiktens BK, som han nådde framgångar med som junior. Nu blev det dock spel i A-laget under tränaren Stefan Rehn. Amar imponerade på försäsongen och tog en startplats i laget till säsongsstarten. Med sina 14 mål på 20 starter ledde han laget till en tredje plats i Div 1 Södra 2019.

### Jönköpings Södra & Skövde AIK
Efter den individuella framgången blev det klart att Muhsin värvades av Jönköpings Södra IF inför säsongen 2020. I juli 2020 lånades han ut till Skövde AIK. Muhsin gjorde 13 mål på 21 matcher för Skövde AIK i Division 1. Efter säsongen 2020 kom Muhsin och J-Södra överens om att bryta hans kontrakt.

### Assyriska IK
I februari 2021 värvades Muhsin av Assyriska IK. Det blev ett år för Muhsin i Jönköpingslaget där han stod för 13 mål i Ettan.

### AFC Eskilstuna
Den 30 december 2021 offentliggjorde AFC Eskilstuna att man värvat Muhsin på ett treårskontrakt inför säsongen 2022. Muhsin gjorde sitt första och andra mål för AFC i Superettan i lagets 4-3 seger över Örgryte IS den 9 april 2022. I augusti 2022 förlängde han sitt kontrakt i klubben fram över säsongen 2025.

### Helsingborgs IF
Den 11 augusti 2022 värvades Muhsin av Helsingborgs IF, där han skrev på ett 3,5-årskontrakt. Han gjorde sitt första och andra Allsvenska mål den 5 september 2022 i 3-2 förlusten mot IFK Värnamo.

### IK Brage
I juli 2024 lånades Muhsin ut från Helsingborgs IF till IK Brage över resten av säsongen.

## Landslagskarriär
Muhsin debuterade för Iraks landslag den 9 november 2022 i en 4–0-förlust mot Mexiko.